# Cratere Tabou
Tabou  è un cratere sulla superficie di Marte.